# Яндекс Телефония
Яндекс Телефония — сервис компании Яндекс, виртуальная АТС для малого и среднего бизнеса. Сервис позволяет размещать клиентские сообщения из различных источников в единую ленту. Под сообщениями подразумеваются звонки, запросы с сайта, записи из социальных сетей.

## История
Сервис разработан совместно с компанией MightyCall и запущен 7 апреля 2016 года. Оператором связи с момента запуска является ЗАО «СанСим», которое сотрудничает с ПАО «Ростелеком», ПАО «Вымпелком» и АО «ТрансТелеКомм», предоставляющими услуги междугородней и международной связи.
Изначально сервис был доступен только московским и петербургским компаниям. За полгода с момента запуска сервиса к услуге виртуальной АТС Яндекс привлек более 3 тысяч фирм из Москвы, Санкт-Петербурга и Ленинградской области. Когда сервису исполнился год, его клиентами были более 6,5 тысяч компаний (81,7 % клиентов — компании из Московского региона, 18,3 % — из Санкт-Петербурга и Ленинградской области). Конверсия из пробной версии службы в коммерческие тарифные планы составила 55,6 %.
В апреле 2017 года сервис стал доступен физическим лицам. Яндекс объяснил это тем, что таким образом стартапам, фрилансерам и молодым командам будет проще использовать сервис.
В июле 2017 года Яндекс расширил список регионов и запустил сервис «Яндекс Телефония» в Владивостоке, Воронеже, Екатеринбурге, Казани, Краснодаре, Нижнем Новгороде, Новосибирске, Перми, Ростове-на-Дону, Рязани, Самаре, Сочи, Туле, Тюмени, Челябинске.
По данным на июль 2017 года, пользователями сервиса являлись более 9,3 тыс. компаний.

## Возможности
Основные возможности сервиса «Яндекс Телефония»:
- Веб-версия и мобильное приложение. Существует два способа работы с обращениями при помощи Яндекс Телефонии: веб-версия сервиса и приложение для iOS и Android. При помощи приложения сотрудники могут звонить клиентам с рабочего номера, используя личный телефон. Через приложение можно назначать задания сотрудникам. Также оно анализирует статистику обращений и оценивает эффективность их обработки[8][9]. 24 апреля 2017 года мобильное приложение было обновлено: добавлена возможность просмотра и пополнения лицевого счета непосредственно из приложения.
- Правила обработки звонков. Сервис «Яндекс Телефония» позволяет настроить правила обработки звонков, например, распределить звонки по темам на конкретных сотрудников, назначить звонок на группу сотрудников, настроить переадресацию на внешний номер. Если никто из сотрудников не может ответить, сервис предложит поставить звонок в очередь или оставить голосовое сообщение. В ленте заданий сотрудники видят пропущенные звонки и голосовые сообщения[9]. Яндекс Телефония позволяет настроить IVR и голосовые приветствия через личный кабинет.
- Обработка обращений из социальных сетей и сайта. Обращения из социальных сетей (Facebook, Twitter) и с сайта также появляются в ленте заданий сотрудников.
- Телефонное меню. При помощи телефонного меню сотрудник компании может проконсультироваться с коллегами, не прерывая при этом текущий разговор, соединить клиента с другим сотрудником, а также создать конференцию.
- Единый рабочий номер. Яндекс Телефония позволяет использовать единый рабочий номер телефона для компании, в том числе есть возможность приобретения категорийного («красивого») номера.
- Контактная форма. На сайт компании с помощью Яндекс Телефонии можно добавить интерактивную контактную форму, которая позволяет клиентам посмотреть, получить на почту или скачать информацию о компании, связаться с компанией и проложить маршрут до компании при помощи интерактивной карты.
- Звонок с сайта. Данная функция позволяет компаниям установить специальную кнопку на сайте, нажав на которую клиенты смогут звонить в компанию напрямую бесплатно.
- Постановка задач. Все обращения, которые требуют реакции, будь то пропущенные звонки, голосовые сообщения или публикации в социальных сетях, отображаются на странице «Задания». Сотрудники могут создавать задачи самостоятельно и назначать тех, кто будет за них ответственен.
- Хранение записей. При подключении тарифа «Профи» компании могут записывать все разговоры с клиентами. Все записи хранятся год вне зависимости от объема. В течение этого периода компания имеет возможность выгружать и сохранять записи.
- SIP-клиенты и IP-телефоны. С сервисом можно работать при помощи SIP-клиентов и IP-телефонов. SIP-клиент (софтфон) — программа, позволяющая принимать и совершать звонки через интернет. Софтфон используют вместо телефона или встроенного веб-фона. Если компания уже использует софтфоны, то у неё есть возможность подключить их к сервису «Яндекс Телефония».
- Коммуникация внутри компании. Сотрудники могут вести коммуникацию друг с другом при помощи софтфонов и мобильного приложения. Также сотрудникам доступна функция конф-коллов.
- Статистика. Яндекс Телефония предоставляет статистику по длительности разговоров, количеству принятых и пропущенных вызовов, количеству входящих и исходящих вызовов, количеству голосовых сообщений от клиентов, а также по количеству звонков внутри компании.
- API. Доступ к Яндекс Телефонии можно получить из CMS или CRM-системы, используя API, который позволяет запрашивать информацию о звонках, получать списки номеров или данные об одном номере, а также получать или скачивать голосовые сообщения.

Спустя полгода после запуска сервиса была упрощена процедура регистрации клиентов, появилась поддержка управления IP-звонком в мобильном приложении, а также были расширены возможности кастомизации в части виджета «Звонок с сайта».
Яндекс Телефония предоставляет возможность ознакомиться с функциями сервиса бесплатно в течение 14 дней. В дальнейшем подключение базового пакета (тариф «Старт») осуществляется бесплатно. Дополнительные возможности компании приобретают за деньги (дополнительные номера, пакет «+10 пользователей»). Тарификация минут и оплата дополнительных номеров производится отдельно.

## Клиенты
Основные клиенты Яндекс Телефония — интернет-магазины. Помимо этого, клиентами службы являются представители индустрии «красота и здоровье», ресторанного и гостиничного бизнеса, а также компании, занимающиеся ремонтом и предоставлением юридических, образовательных и прочих услуг.

## Финансовые показатели и доля рынка
На конец 2016 года служба «Яндекс Телефония» занимала около 4,5 % по числу абонентов и приблизительно 0,5 % по доходам доли российского рынка виртуальных АТС. iKS-Consulting предполагает, что в 2017 году «Яндекс Телефония» может занять до 5,2 % рынка по абонентам и 1,6 % по выручке.